# Усурски црни медвед
Усурски црни медвед (лат. Ursus thibetanus ussuricus) такође познат као манџурски црни медвед, велика је подврста азијској црног медведа пореклом са Корејског полуострва.

## Етимологија
Подврста је названа по реци Усури.

## Екологија
Симпатрични предатори укључују и Усурског мрког медведа и тигра.